# Ela (álbum)
Ela é o nono álbum de estúdio da cantora Elis Regina, gravado nos estúdios da Companhia Brasileira de Discos, no Rio de Janeiro e lançado em 1971 pela gravadora Philips Records.
Neste álbum, encontram-se as faixas "Madalena" - composta por Ivan Lins e Ronaldo Monteiro, que foi incluída na trilha sonora da novela A Próxima Atração e, também, na apresentação do Som Livre Exportação, espetáculo promovido pela Rede Globo; "Cinema Olympia", composição de Caetano Veloso; "Aviso aos Navegantes", de Baden Powell e Paulo César Pinheiro; e "Golden Slumbers" de John Lennon e Paul McCartney. Em 1971, Elis é acusada pelos agentes da ditadura militar de envolvimento com os panteras negras, por causa da música "Black is Beautiful", fato negado pela cantora.

## Faixas
| N.º | Título                 | Compositor(es)                      | Duração |  |
| 1.  | "Ih! meu Deus do Céu"  | Ronaldo Monteiro / Ivan Lins        | 3:07    |  |
| 2.  | "Black is Beautiful"   | Marcos Valle / Paulo Sérgio Valle   | 5:21    |  |
| 3.  | "Cinema Olympia"       | Caetano Veloso                      | 2:53    |  |
| 4.  | "Golden Slumbers"      | John Lennon / Paul McCartney        | 2:34    |  |
| 5.  | "Falei e Disse"        | Baden Powell / Paulo César Pinheiro | 3:05    |  |
| 6.  | "Aviso aos Navegantes" | Baden Powell / Paulo César Pinheiro | 2:33    |  |
| 7.  | "Mundo Deserto"        | Erasmo Carlos / Roberto Carlos      | 2:35    |  |
| 8.  | "Ela"                  | César Costa Filho / Aldir Blanc     | 4:49    |  |
| 9.  | "Madalena"             | Ronaldo Monteiro / Ivan Lins        | 2:41    |  |
| 10. | "Os Argonautas"        | Caetano Veloso                      | 3:07    |  |
| 11. | "Estrada do Sol"       | Dolores Duran / Tom Jobim           | 2:15    |  |

## Ficha técnica
- Direção de produção: Nelson Motta
- Direção de estúdio: Roberto Menescal
- Arranjos: Chiquinho de Moraes
- Técnico de gravação: Marco Mazzola
- Estúdio: C.B.D.
- Capa: Aldo Luiz